# Juiaparus lasiocerus
Juiaparus lasiocerus là một loài bọ cánh cứng trong họ Cerambycidae.